# هانا هينينج
حنا هينينج (بالألمانية: Hanna Henning)‏ هي منتجة أفلام وكاتبة سيناريو ومخرجة ألمانية، ولدت في 1884 في شتوتغارت في ألمانيا، وتوفيت في 9 يناير 1925 في برلين في ألمانيا.

## وصلات خارجية
- هانا هينينج على موقع IMDb (الإنجليزية)
- هانا هينينج على موقع قاعدة بيانات الفيلم (الإنجليزية)
- هانا هينينج على موقع كينوبويسك (الروسية)